# 제 민왕
제 민왕(齊 湣王, ? ~ 기원전 284년)은 중국 전국시대의 제나라(전제,齊,田齊)의 제6대 국왕(재위: 기원전 300년 ~ 기원전 284년)이다. 성은 규(嬀), 씨는 전(田), 휘는 지(地)이다. 제 선왕(齊宣王)의 아들이다.

## 사적
당시 송나라의 임금은 송 강왕(宋 康王)이었다. 그는 형을 몰아내고 임금에 올라 기원전 318년에 왕을 칭한 포악한 군주였다. 강왕의 무도함이 도를 넘자, 백성들은 그를 하나라의 걸왕(桀王)과 같다해 걸송(桀宋)이라 불렀다. 이에 민왕은 기원전 286년에 송을 멸하고 그 땅을 차지하기 위해 위나라, 초나라와 함께 연합해 송나라를 공격했다. 이에 강왕은 10만 군사로 성을 사수했으나 크게 패하였고, 신하 대직(戴直)과 함께 달아났으나 신농간(神農澗)이란 계곡에서 포위되었다. 군사들은 우선 대직을 먼저 죽였다. 강왕은 탄식하며 신농간으로 몸을 던졌으나 곧 끌려나와 욕을 받고 참수당했다. 민왕은 일단 송나라 땅을 3등분하여 각자 가지게 하였다. 그러나 위나라와 초나라의 군대가 돌아가는 도중 그 뒤를 기습해 대패시키고 땅을 모두 빼앗아 차지하였다.
기원전 284년에 연나라의 소왕이 악의(樂毅)를 시켜 제나라를 멸한 뒤 부왕인 연왕 쾌(噲)의 원수를 갚으려 했다. 악의는 즉묵(卽墨)과 거읍(莒邑)을 제외한 거의 모든 읍을 함락했다. 민왕은 이를 피해 거읍으로 달아났다. 세자 법장은 왕입(王立)이라는 임치 사람으로 변성명해 즉묵에 있는 낙향한 옛 대신 태사 교의 집으로 달아났다. 악의는 함락한 읍을 덕으로 다스려 백성들의 신망을 얻었다. 그리고는 곧이어 즉묵과 거읍을 공격했다. 이에 민왕은 회북(淮北) 땅을 모두 초나라에 주기로 하고 구원요청을 했다. 초나라 왕인 초 경양왕(楚 頃襄王)은 대장인 요치에게 명하여 상황에 따라 제나라를 구원하든지 아니면 연나라를 도와 제나라를 멸하라고 했다. 이에 요치가 거읍에 도착했더니 이미 제나라는 크게 패한 상태였다. 요치는 이득이 없다 생각하여 연나라와 내통하였다. 그리고 작전계획을 짠다는 구실로 민왕과 신하들을 꾀어 냈다. 이로써 민왕은 포박되었는데, 한 신하가 이에 대항하다 죽임을 당했다. 요치는 민왕의 허리를 묶어 대들보에 매달았는데, 3일 후 민왕은 비참하게 굶어 죽고 말았다.
이에 민왕의 신하인 왕손가(王孫賈)가 400명의 백성들과 요치를 잔치에서 기습해 죽였다.
그리고 즉묵 땅에서 세자 법장을 왕으로 옹립하고, 연나라에 대항하는 민왕의 동생인 제나라 왕족 전단(田單)과 합세해 세자 법장을 명실상부하게 왕으로 옹립하니, 이가 제 양왕(齊 襄王)이다.
| 전 임 제 선왕 | 제6대 제나라(전제) 국왕 기원전 300년 ~ 기원전 284년 | 후 임 제 양왕 |